# Kuchta
Kuchta – jezioro na Pojezierzu Dobiegniewskim, położone w województwie zachodniopomorskim, w powiecie choszczeńskim, w gminie Bierzwnik o powierzchni 12,83 ha. Maksymalna głębokość jeziora wynosi 2,4 m. Kuchta ma wydłużony kształt w kierunku północno-zachodnim. 
Zbiornik znajduje się w zlewni Mierzęckiej Strugi.
Na północny zachód znajduje się jezioro Starzec, z którym Kuchta jest połączona ciekiem zwanym Kaczynka. Nad jeziorem leży miejscowość Bierzwnik.